# Pyrgocorypha subulata
Pyrgocorypha subulata är en insektsart som först beskrevs av Carl Peter Thunberg 1815.  Pyrgocorypha subulata ingår i släktet Pyrgocorypha och familjen vårtbitare. Inga underarter finns listade i Catalogue of Life.